# Siemion Diatłow
Siemion Diatłow (ang. Semyon Dyatlov) – rosyjski matematyk, od 2015 związany z Massachusetts Institute of Technology (MIT). Zajmuje się chaosem kwantowym, analizą mikrolokalną, układami dynamicznymi, ogólną teorią względności i równaniami różniczkowymi cząstkowymi.

## Życiorys
W latach 2003–2008 studiował na Nowosybirskim Uniwersytecie Państwowym. Stopień doktora uzyskał w 2013 na Uniwersytecie Kalifornijskim w Berkeley, promotorem doktoratu był Maciej Zworski.
Swoje prace publikował m.in. w najbardziej prestiżowych czasopismach matematycznych świata: „Annals of Mathematics”, „Journal of the American Mathematical Society”, „Inventiones Mathematicae” i „Acta Mathematica”. Jest redaktorem „Communications in Mathematical Physics” i „Cambridge Journal of Mathematics”.
W 2022 roku wygłosił wykład sekcyjny na Międzynarodowym Kongresie Matematyków.
Laureat IAMP Early Career Award z 2018 i AMS–EMS Mikhail Gordin Prize z 2022.